# 台21線
臺21線，是臺灣的一條省道，起點為臺中市東勢區天冷，終點南投縣信義鄉塔塔加，與臺18線相連接，全長共143.930公里。其中天冷經國姓鄉至埔里為豐埔公路（豐原經東勢至埔里），埔里日月潭段為中潭公路（臺中至日月潭）之一段、水里塔塔加段為新中橫公路水里玉山線。臺21線由北向南共經過臺中市、南投縣，另有一條支線臺21甲線。臺21線是台灣西部最靠近玉山山脈之縱貫公路，全線可通行。
2014年7月16日起，臺21線調整路線，北段天冷至塔塔加不變，里程調整為145.035公里；原計劃的塔塔加至高雄市那瑪夏區達卡努瓦路段解編不再開闢；南段達卡努瓦至高雄市林園區路段改編為臺29線，路線名稱為「達卡努瓦－林園」，里程為112.31公里。
- 圖中兩線方向呈「↖↗」皆會合於愛蘭橋。當地地名牛相觸
- 台21線119公里處玉山國家公園界碑
- 台21線與台18線會合於塔塔加，新中橫公路玉里玉山段自此便中斷

## 支線

### 甲線
臺21甲線（日月潭－頭社），為日月潭環湖公路（東岸），於1995年9月完工通車，總長約20.833公里。原於起點處有一收費站，但已於2011年11月25日拆除。
- 台21甲線起點

## 歷史沿革

### 清領及日治時期
台21線最早開發的路段為埔里至水里，清康熙年間，漢人自斗六溯濁水溪而上，經集集、水里至日月潭一帶開墾，形成埔里社集集道路，也是史上首條進入埔里地區的道路。其次是水里同富路段，沈葆楨治台時期開闢「中路」，即林杞埔（南投縣竹山鎮）璞石閣（花蓮縣玉里鎮）道路，為前山連通後山之要徑，台21線水里同富段即由此路發展而來。日治時期，甲仙至旗山路段被列為指定道路「旗山甲仙道」，全長35.036公里。此外，由於東西橫貫交通、中央山脈撫番需要以及東埔溫泉的開發，日本政府對水里同富段有一定程度之重視。

### 1962年臺灣公路第一次整編
公路法實施後，公路主管機關依法將全台各等級公路賦予編號。當時並未有省道台21線之編號。其中自南投縣國姓鄉葉厝至埔里路段屬於縣道131線北段，埔里水里路段為台16線一部份；水里至同富路段屬於縣道131線南段（當時的縣道131線中段即為今日的縣道131線路線。）。而甲仙至大寮路段為縣道179線。那瑪夏（三民）至甲仙尚有產業道路，其餘路段均無路可通。

### 1978年臺灣公路第二次整編
省道台21線路線於1978年公佈，起自台中縣東勢鎮天冷，迄於高雄縣大寮鄉磚仔窯（高屏大橋西端），為台灣西部最靠近中央山脈之縱貫公路，亦有山岳縱貫公路之名。其中天冷至葉厝段與同富至達卡努瓦段為新闢，其餘路段為既有道路改善或升格。天冷葉厝段於1985年闢建完成。同富至塔塔加路段納入新中部橫貫公路計畫，為新中橫水里玉山線，於1980年7月1日開工，1991年1月1日通車。塔塔加至那瑪夏路段直到2014年解編為止，一直處於計畫中（未闢建）狀態。此次整編並納入當時僅開闢至玄光寺之日月潭環潭公路，編號為台21甲線。
省道台21線在水里至塔塔加之路段為新中橫公路計畫興建一部分，隸屬於水玉山線，又稱為水里玉山段，北起於水里頂崁，南迄於東埔山埡口，全長71公里。全線位於南投縣境內，行經水里、信義兩鄉。自頂崁至神木村是利用既有道路改善而成，此路段計長34.3公里；由神木村至東埔山埡口之路段為新闢，此路段計長36.7公里。在和社以北之路段，水里玉山線大致是沿陳有蘭溪畔而建，直到陳有蘭溪於龍神橋附近與濁水溪匯流後，便沿濁水溪畔而行。由北向南，水里玉山線途經頂崁、新山、郡坑、上安、信義、豐丘等聚落。由東岸橫跨陳有蘭溪之後，水里玉山線改行西岸，繼續向南，經過和社後，便沿和社溪西岸而行。跨越和社溪之後，路線急遽改向，高度逐漸攀升，以東埔山塊為分水嶺，由和社溪東岸行至沙里仙溪西岸，之後的路段多以迴頭彎方式攀升，經同富山後，水里玉山線大致與東埔山稜線的走向近乎平行，直到終點東埔山埡口。現今，水里玉山線在省道系統中，被台灣省公路局編入台21線的一段。

### 1993年臺灣公路第三次整編
台21線終點由高雄縣大寮鄉磚仔窯延伸至林園鄉汕尾銜接台17線雙園大橋西端（將縣道179號剩餘路段完全納入，自此縣道179號成為空號）。1995年，日月潭環湖公路玄光寺至頭社段貫通，納入台21甲線，自此日月潭環湖公路全線通車。

### 2014年行政院公告
臺21線，路線名稱調整為天冷－塔塔加（原路線名稱為天冷－林園），里程調整為145.035公里（原里程為310.317公里），未開闢的塔塔加至達卡努瓦路段由於通過玉山國家公園範圍內，為保護環境生態考量而解編；原達卡努瓦至林園路段改編為臺29線，路線名稱為達卡努瓦－林園，里程為112.310公里。

## 行經行政區域
主線
| 臺中市 | 東勢區      | 天冷         | 0.000   | 台8線                    | 公路起點      |
| 臺中市 | －          |              |         |                          |               |
| 臺中市 | 新社區      | 麻竹坑       | －      | 中95-1線                 | 中95-1線終點  |
| 臺中市 | 新社區      | －           |         |                          |               |
| 臺中市 | 新社區      | 二櫃         | 6.900   | （地區道路）             |               |
| 臺中市 | 新社區      | －           |         |                          |               |
| 臺中市 | 新社區      | 永豐         | －      | （地區道路）             |               |
| 臺中市 | 新社區      | 永豐         | －      |                          |               |
| 臺中市 | 新社區      | 永豐         | －      | （地區道路）             |               |
| 臺中市 | 新社區      | 永豐         | －      |                          |               |
| 臺中市 | 新社區      | 永豐         | －      | （地區道路）             |               |
| 臺中市 | 新社區      | 永豐         | －      |                          |               |
| 臺中市 | 新社區      | 永豐         | －      | （地區道路）             |               |
| 臺中市 | 新社區      | 永豐         | －      |                          |               |
| 臺中市 | 新社區      | 永豐         | －      | （地區道路）             |               |
| 17.468 |             |              |         |                          |               |
| 南投縣 | 國姓鄉      | 大坪         | －      | （地區道路）             |               |
| 南投縣 | 國姓鄉      | －           |         |                          |               |
| 南投縣 | 國姓鄉      | －           |         |                          |               |
| 南投縣 | 國姓鄉      | 金子坑       | －      | （地區道路）             |               |
| 南投縣 | 國姓鄉      | －           |         |                          |               |
| 南投縣 | 國姓鄉      | 長福         | －      | （地區道路）             |               |
| 南投縣 | 國姓鄉      | 長福         | －      |                          |               |
| 南投縣 | 國姓鄉      | 長福         | －      | （地區道路）             |               |
| 南投縣 | 國姓鄉      | －           |         |                          |               |
| 南投縣 | 國姓鄉      | 長豐         | －      | 投81線                   | 終點          |
| 南投縣 | 國姓鄉      | －           |         |                          |               |
| 南投縣 | 國姓鄉      | 水長流       | －      | （地區道路）             |               |
| 南投縣 | 國姓鄉      | 水長流       | －      |                          |               |
| 南投縣 | 國姓鄉      | 水長流       | 21.318  | 縣道133號                | 起點          |
| 南投縣 | 國姓鄉      | －           |         |                          |               |
| 南投縣 | 國姓鄉      | 埔尾         | －      | 投84線                   | 終點          |
| 南投縣 | 國姓鄉      | －           |         |                          |               |
| 南投縣 | 國姓鄉      | 埔頭         | 24.771  | （地區道路）             |               |
| 南投縣 | 國姓鄉      | －           |         |                          |               |
| 南投縣 | 國姓鄉      | 北港溪       | －      | （地區道路）             |               |
| 南投縣 | 國姓鄉      | 北港溪       | －      |                          |               |
| 南投縣 | 國姓鄉      | 北港溪       | －      | （地區道路）             |               |
| 南投縣 | 國姓鄉      | －           |         |                          |               |
| 南投縣 | 國姓鄉      | 房厝         | －      | 投82線                   | 起點          |
| 南投縣 | 國姓鄉      | 梅子林       | －      | 投80線                   | 起點          |
| 南投縣 | 埔里鎮      | 大坪頂       | －      | 投73-1線                 | 投73-1線起點  |
| 南投縣 | 埔里鎮      | 冷水坑       | －      | （地區道路）             |               |
| 南投縣 | 埔里鎮      | －           |         |                          |               |
| 南投縣 | 埔里鎮      | 小埔社       | －      | （地區道路）             |               |
| 南投縣 | 埔里鎮      | 小埔社       | －      |                          |               |
| 南投縣 | 埔里鎮      | 小埔社       | －      | （地區道路）             |               |
| 南投縣 | 埔里鎮      | 小埔社       | －      |                          |               |
| 南投縣 | 埔里鎮      | 小埔社       | －      | 投73線                   | 起點          |
| 南投縣 | 埔里鎮      | －           |         |                          |               |
| 南投縣 | 埔里鎮      | 獅仔頭       | －      | 投75線                   | 起點          |
| 南投縣 | 埔里鎮      | 獅仔頭       | －      | 投76線 · 獅子路          | 起點          |
| 南投縣 | 埔里鎮      | 史港坑       | －      | （地區道路）             |               |
| 南投縣 | 埔里鎮      | －           |         |                          |               |
| 南投縣 | 埔里鎮      | 四角城       | －      | 投76-1線                 |               |
| 南投縣 | 埔里鎮      | 四角城       | －      | 投78線 · 成功路          | 起點          |
| 南投縣 | 埔里鎮      | 牛眠山       | －      | 投76線                   | 終點          |
| 南投縣 | 埔里鎮      | 埔里交流道   | －      | 國道六號（西）           | 僅東出西入    |
| 南投縣 | 埔里鎮      | －           |         |                          |               |
| 南投縣 | 埔里鎮      | 梅仔腳       | 44.444  | 台14線 · 西安路一段      | 與共線起點    |
| 南投縣 | 埔里鎮      | 梅仔腳       | －      | 投75線 · 中正路 · 台14線 | 終點          |
| 南投縣 | 埔里鎮      | 大肚城       | －      | 投75線 · 中正路 · 台14線 | （同上）      |
| 南投縣 | 埔里鎮      | 大肚城       | －      | 台14線                   | 0             |
| 南投縣 | 埔里鎮      | 愛蘭         | －      | 台14線                   |               |
| 南投縣 | 埔里鎮      | －           |         |                          |               |
| 南投縣 | 埔里鎮      | 牛相觸       | 47.500  | 台14線                   | 與共線終點    |
| 南投縣 | 埔里鎮      | 桃米坑       | －      | 投64線                   | 終點          |
| 南投縣 | 埔里鎮      | 桃米坑       | －      |                          |               |
| 南投縣 | 埔里鎮      | 桃米坑       | －      | （地區道路）             |               |
| 南投縣 | 53.434 隧道 |              |         |                          |               |
| 南投縣 | 魚池鄉      | 大雁         | －      | 投66-1線                 | 終點          |
| 南投縣 | 魚池鄉      | 新城         | －      | 投65線 · 通文巷          | 終點          |
| 南投縣 | 魚池鄉      | 新城         | －      |                          |               |
| 南投縣 | 魚池鄉      | 新城         | 56.407  | 縣道131號                | 與共線終點    |
| 南投縣 | 魚池鄉      | 魚池市區     | 57.549  | 縣道131號                | 與共線起點    |
| 南投縣 | 魚池鄉      | －           |         |                          |               |
| 南投縣 | 魚池鄉      | 貓囒         | －      | 投67線                   | 終點          |
| 南投縣 | 魚池鄉      | －           |         |                          |               |
| 南投縣 | 魚池鄉      | 松柏崙       | 60.811  | 台21甲線                 | 起點          |
| 南投縣 | 魚池鄉      | －           |         |                          |               |
| 南投縣 | 魚池鄉      | 水社         | －      | （地區道路）             |               |
| 南投縣 | 魚池鄉      | －           |         |                          |               |
| 南投縣 | 魚池鄉      | －           |         |                          |               |
| 南投縣 | 魚池鄉      | 向山         | －      | （地區道路）             |               |
| 南投縣 | 魚池鄉      | － 隧道      |         |                          |               |
| 南投縣 | 魚池鄉      | －           |         |                          |               |
| 南投縣 | 魚池鄉      | －           |         |                          |               |
| 南投縣 | 魚池鄉      | 頭社         | 69.020  | 台21甲線                 | 終點          |
| 南投縣 | 魚池鄉      | －           |         |                          |               |
| 南投縣 | 魚池鄉      | 武登         | －      | 投62線                   | 終點          |
| 南投縣 | 魚池鄉      | 銃櫃         | －      | （地區道路）             |               |
| 南投縣 | 水里鄉      | 頂崁         |         |                          |               |
| 南投縣 | 水里鄉      | 頂崁         | －      |                          |               |
| 南投縣 | 水里鄉      | 頂崁         | 79.846  | 台16線                   | 與共線起點    |
| 南投縣 | 水里鄉      | －           |         |                          |               |
| 南投縣 | 水里鄉      | 圳仔頭       | －      | 台16線                   |               |
| 南投縣 | 水里鄉      | 苗圃         | 79.846  | 台16線                   | 與共線終點    |
| 南投縣 | 水里鄉      | －           |         |                          |               |
| 南投縣 | 水里鄉      | 新山         | －      | （地區道路）             |               |
| 南投縣 | 水里鄉      | 新山         | －      |                          |               |
| 南投縣 | 水里鄉      | 新山         | －      |                          |               |
| 南投縣 | 水里鄉      | 新山         | －      | （地區道路）             |               |
| 南投縣 | 水里鄉      | 新山         | －      |                          |               |
| 南投縣 | 水里鄉      | 新山         | －      | （地區道路）             |               |
| 南投縣 | 水里鄉      | －           |         |                          |               |
| 南投縣 | 水里鄉      | 郡坑         | －      | （地區道路）             |               |
| 南投縣 | 水里鄉      | 郡坑         | －      |                          |               |
| 南投縣 | 水里鄉      | 郡坑         | －      | （地區道路）             |               |
| 南投縣 | 水里鄉      | 郡坑         | －      |                          |               |
| 南投縣 | 水里鄉      | 郡坑         | －      | （地區道路）             |               |
| 南投縣 | 水里鄉      | 郡坑         | －      |                          |               |
| 南投縣 | 水里鄉      | 郡坑         | －      | （地區道路）             |               |
| 南投縣 | 水里鄉      | －           |         |                          |               |
| 南投縣 | 水里鄉      | 安村         | －      | （地區道路）             |               |
| 南投縣 | 水里鄉      | 安村         | －      |                          |               |
| 南投縣 | 水里鄉      | 安村         | －      | （地區道路）             |               |
| 南投縣 | 信義鄉      | 郡溪口       | －      | （地區道路）             |               |
| 南投縣 | 信義鄉      | 郡溪口       | －      |                          |               |
| 南投縣 | 信義鄉      | 郡溪口       | －      | （地區道路）             |               |
| 南投縣 | 信義鄉      | －           |         |                          |               |
| 南投縣 | 信義鄉      | 內茅埔       | －      | 投91線                   | 起點          |
| 南投縣 | 信義鄉      | 內茅埔       | －      |                          |               |
| 南投縣 | 信義鄉      | 內茅埔       | －      | （地區道路）             |               |
| 南投縣 | 信義鄉      | －           |         |                          |               |
| 南投縣 | 信義鄉      | 九層坑       | －      | （地區道路）             |               |
| 南投縣 | 信義鄉      | －           |         |                          |               |
| 南投縣 | 信義鄉      | 豐丘         | －      | （地區道路）             |               |
| 南投縣 | 信義鄉      | 豐丘         | －      |                          |               |
| 南投縣 | 信義鄉      | 豐丘         | －      | （地區道路）             |               |
| 南投縣 | 信義鄉      | －           |         |                          |               |
| 南投縣 | 信義鄉      | 新鄉         | －      | （地區道路）             |               |
| 南投縣 | 信義鄉      | －           |         |                          |               |
| 南投縣 | 信義鄉      | 筆石         | －      | （地區道路）             |               |
| 南投縣 | 信義鄉      | 倉庫坑       | －      | （地區道路）             |               |
| 南投縣 | 信義鄉      | －           |         |                          |               |
| 南投縣 | 信義鄉      | 土場         | －      | 投91線                   |               |
| 南投縣 | 信義鄉      | 土場         | －      | 投91線                   | 終點          |
| 南投縣 | 信義鄉      | －           |         |                          |               |
| 南投縣 | 信義鄉      | 望鄉         | －      | （地區道路）             |               |
| 南投縣 | 信義鄉      | 和社         | 102.000 | 投95線 · 東埔道路        | 起點          |
| 南投縣 | 信義鄉      | 和社         | －      | 投93線 · 太平巷          | 起點          |
| 南投縣 | 信義鄉      | －           |         |                          |               |
| 南投縣 | 信義鄉      | 香蕉園       | －      | （地區道路）             |               |
| 南投縣 | 信義鄉      | －           |         |                          |               |
| 南投縣 | 信義鄉      | －           |         |                          |               |
| 南投縣 | 信義鄉      | －           |         |                          |               |
| 南投縣 | 信義鄉      | 半路店       | －      | （地區道路）             |               |
| 南投縣 | 信義鄉      | －           |         |                          |               |
| 南投縣 | 信義鄉      | 神木         | －      | （地區道路）             |               |
| 南投縣 | 信義鄉      | 神木         | －      |                          |               |
| 南投縣 | 信義鄉      | 神木         | －      |                          |               |
| 南投縣 | 信義鄉      | 神木         | －      |                          |               |
| 南投縣 | 信義鄉      | 神木         | －      | （地區道路）             |               |
| 南投縣 | 信義鄉      | －           |         |                          |               |
| 南投縣 | 信義鄉      | －           |         |                          |               |
| 南投縣 | 信義鄉      | － 隧道      |         |                          |               |
| 南投縣 | 信義鄉      | 草坪頭       | 110.500 | 投93線 · 太平巷          | 終點          |
| 南投縣 | 信義鄉      | －           |         |                          |               |
| 南投縣 | 信義鄉      | － 隧道      |         |                          |               |
| 南投縣 | 信義鄉      | 115.540 隧道 |         |                          |               |
| 南投縣 | 信義鄉      | 觀峰         | 121.600 | （無）                   |               |
| 南投縣 | 信義鄉      | － 隧道      |         |                          |               |
| 南投縣 | 信義鄉      | － 隧道      |         |                          |               |
| 南投縣 | 信義鄉      | －           |         |                          |               |
| 南投縣 | 信義鄉      | － 隧道      |         |                          |               |
| 南投縣 | 信義鄉      | － 隧道      |         |                          |               |
| 南投縣 | 信義鄉      | － 隧道      |         |                          |               |
| 南投縣 | 信義鄉      | 觀山         | 131.400 | （無）                   |               |
| 南投縣 | 信義鄉      | － 隧道      |         |                          |               |
| 南投縣 | 信義鄉      | 塔塔加       | 145.035 | 台18線 · 太平巷          | 公路終點 終點 |
| 共線   |             |              |         |                          |               |

已解編之未通車路段
塔塔加－達卡努瓦：自忠→那瑪夏（約50公里）
- 南投縣
  - 信義鄉神木村：塔塔加→鹿林山

- 嘉義縣
  - 阿里山鄉中山村

- 高雄市
  - 桃源區梅山里
  - 那瑪夏區達卡努瓦（往南接續今台29線）

甲線
全線均位於南投縣境內。
| 魚池鄉 | 松柏崙      | 0.000  | 台21線 | 公路起點 |  |
| 魚池鄉 | 松柏崙      | 2.083  | 投61線 | 終點     |  |
| 魚池鄉 | 伊達邵      | 7.305  | 投97線 | 起點     |  |
| 魚池鄉 | 17.507 隧道 |        |        |          |  |
| 魚池鄉 | 18.486 隧道 |        |        |          |  |
| 魚池鄉 | 頭社        | －     | 投62線 |          |  |
| 魚池鄉 | 頭社        | 20.833 | 台21線 | 公路終點 |  |
|        |             |        |        |          |  |

## 里程表
臺二十一線
| 縣市   | 鄉鎮   | 里程數(KM) |
| ------ | ------ | ---------- |
| 南投縣 | 全區   | 127.1      |
| 南投縣 | 信義鄉 | 58.7       |
|        | 水里鄉 | 13.4       |
|        | 魚池鄉 | 19.1       |
|        | 埔里鎮 | 20.1       |
|        | 國姓鄉 | 15.8       |
| 臺中市 | 全區   | 17.5       |
| 臺中市 | 新社區 | 17.4       |
|        | 東勢區 | 0.1        |

臺二十一甲線
| 縣市   | 鄉鎮   | 里程數(KM) |
| ------ | ------ | ---------- |
| 南投縣 | 全區   | 21.1       |
| 南投縣 | 魚池鄉 | 21.1       |

資料來源：Google地圖精算

## 沿線路名
主線
| - 永豐路 - 大長路 - 長北路 - 國姓路 - 北原路 - 西安路 - 信義路 - 中山路三段（埔里鎮） - 桃南路 - 桃米路 - 大雁巷 - 通文巷 - 魚池街 - 有水巷 - 文化巷 - 中山路（魚池鄉） - 平和巷 | - 集路 - 銃櫃巷 - 頂平路 - 水信路 - 玉山路 - 新開巷 - 敦福路 - 新鄉路 - 信筆巷 - 檜木巷 - 美信巷 - 望和巷 - 同和巷 - 民和巷 - 神木巷 - 太平巷 |

甲線
- 中正路（魚池鄉）

## 沿線設施與景點
主線
| - 白冷圳 - 臺中市新社區大林國民小學 - 南投縣國姓鄉長福國民小學 - 南投縣國姓鄉長流國民小學 - 國姓鄉北港溪石橋（糯米橋） - 南投縣國姓鄉北港國民小學 - 南投縣立北梅國民中學 - 埔里交流道（國道六號） - 家樂福埔里店 - 南投縣立大成國民中學 - 南投縣埔里鎮大成國民小學 - 埔里基督教醫院 - 國立暨南國際大學 - 鷹取Paper Dome紙教堂 - 南投縣私立三育高級中學 - 南投縣立魚池國民中學 | - 日月潭國家風景區 - 南投縣立明潭國民中學 - 南投縣魚池鄉明潭國民小學 - 日月行館國際觀光酒店 - 涵碧樓 - 向山行政暨遊客中心 - 頭社水庫 - 新高登山口紀念碑 - 南投縣水里鄉郡坑國民小學 - 南投縣信義鄉信義國民小學 - 南投縣立信義國民中學 - 山通大海碣 - 南投縣立同富國民中學 - 南投縣信義鄉同富國民小學 - 國立臺灣大學生物資源暨農學院實驗林管理處和社營林區 - 南投縣信義鄉隆華國民小學 - 玉山國家公園 - 塔塔加夫妻神木 |

甲線
- 日月潭國家風景區
  - 日月潭文武廟
  - 日月潭纜車
  - 南投縣魚池鄉伊達邵國民小學
  - 玄奘寺
  - 慈恩塔
  - 玄光寺

## 外部連結
- 交通部公路總局（页面存档备份，存于）